# Эквадорская консервативная партия
Эквадорская консервативная партия (исп. Partido Conservador Ecuatoriano, PCE) — бывшая консервативная политическая партия в Эквадоре, образованная в 1869 году Габриелем Гарсия Морено. Первоначально была связана с вооруженными силами Эквадора. Во второй половине XIX века партия была одной из двух крупных государственных партий в стране, чередуя власть с Эквадорской радикальной либеральной партией. Традиционная партийная основа поддержки была среди крупных землевладельцев, а также торговцев и ремесленников. Имела тенденцию отдавать предпочтение унитарной структуре в противоположность федерализму.

## История
Консервативная партия была сформирована Габриэлем Гарсиа Морено как государственная партия во время одного из периодов его пребывания на посту президента Эквадора. Партия делила президентство с либералами до переворота 1895 года, который привёл к власти реформатора Элоя Альфаро, в то время как переворот 1925 года, свергнувший Гонсало Кордову, ещё больше укрепил реформистскую гегемонию и привёл к упадку консерваторов.
Однако Консервативная партия смогла перегруппироваться и выиграла президентские выборы 1931 года для Нептали Бонифаса Аскасуби, хотя результат был аннулирован. В 1933 году, хотя член их партии не избирался, консерваторы поддержали победившего на выборах Хосе Марию Веласко Ибарру и позже вновь поддержали его в составе альянса по изгнанию Карлоса Альберто Арройо дель Рио после эквадорско-перуанской войны 1941 года и последующих договоров. Консерваторы составляли часть широкого Демократического альянса, в который входили также часть либералов, Эквадорская социалистическая партия, Веласквисты и Коммунистическая партия Эквадора. Альянс возник после войны и вынудил Арройо дель Рио покинуть президентский пост.
На выборах 1956 года Консервативная партия была частью Народного альянса, поддерживавшего победившего кандидата Камило Понсе Энрикеса, который занял пост президента, хотя обоснованность результата оспаривалась оппозиционными группами, а в его кабинете доминировали либералы в качестве компромисса. Кандидат от консрваторов Отто Аросемена был назначен президентом Учредительным собранием в 1966 году.

## Идеология
Как и многие традиционные политические партии в Южной Америке, Эквадорская консервативная партия представляла собой широкую коалицию, в которую входило несколько групп интересов. Главной среди них была армия, которая обычно работала в тесном тандеме с консерваторами.
Римско-католическая церковь также имела сильное влияние в партии. Консервативная партия стремилась представить католицизм в его наиболее традиционной форме до такой степени, что более радикальные элементы отделились и сформировали Социал-христианскую партию под руководством Камило Понсе Энрикеса. Однако впоследствии эти две группы возобновили сотрудничество. Более радикальная христианская тенденция была представлена в форме Антикоммунистического фронта национальной защиты (FADN), группы антикоммунистических ополченцев, действовавшей в конце 1940-х годов. В отличие от христианской тенденции, хотя примерно в то же время, что и FADN, был активен Эквадорский националистический революционный альянс, вдохновленный фашизмом и стремившийся напрямую противостоять левым политическим силам.

## Упадок
К 1960-м годам Консервативная партия вместе со своими либеральными соперниками несколько утратила своё лидирующее положение в эквадорской политике. На выборах 1968 года консерваторы поддержали неудачную кандидатуру Понсе Энрикеса, хотя он баллотировался как кандидат от социал-христиан. На последующих выборах 1978—1979 годов партия вновь поддерживала кандидата на пост президента от Социал-христианской партии, которым на этот раз был Сиксто Дуран Баллен, хотя 10 мест, полученных партией в Конгрессе на парламентских выборах 1979 года, временно сделали её третьей по величине парламентской партией.
К 1980-м годам и консерваторы, и либералы были младшими партнёрами в коалиции Фронта национальной реконструкции Леона Фебреса Кордеро, в которой доминировала Социал-христианская партия. Консервативная партия продолжала оставаться активной силой среди землевладельцев, но пострадала после выхода из партии фракции, сформировавшей Христианско-демократический союз и особенно утратила влияние после введения всеобщего избирательного права, которое значительно снизило влияние землевладельцев. В 1984 году консерваторы занимали только два места в Конгрессе, а через два года их число сократилось до одного. Они сохраняли независимое членство в Конгрессе до выборов 1996 года включительно, после чего входили в коалиции.